# 岡本保
岡本 保（おかもと たもつ、1951年 - ）は、日本の総務官僚。自治財政局長、自治行政局長、消防庁長官、総務審議官（自治行政担当）、総務事務次官、自治体国際化協会理事長などを歴任。

## 概要
大阪府出身。
1966年に東京教育大学附属中学校（現・筑波大学附属中学校）、1969年に東京教育大学附属高等学校（現・筑波大学附属高等学校）を卒業。中学ではテニス部に所属。宮澤洋一元経済産業大臣や斉藤親元国土交通省大臣官房技術審議官、北條春夫東京工業大学名誉教授は高校で3年間同じクラスに属した同級生。
当時は東大紛争で東京大学の入試がなく、京都大学を受けるも不合格となった。予備校に通い、1970年に東京大学に入学。1974年に東京大学法学部を卒業。大学時代からの友人に丹呉泰健（JT会長、元財務事務次官、主計局長、大臣官房長、理財局長）がいる。同年に自治省に入省。高校時代から新聞記者を目指していたが、若いうちから市町村に行き、色々な責任のある仕事ができることが着眼点になったという。同年7月に栃木県総務部に赴任。1978年から自治省行政局選挙部政治資金課係長。政治資金規正法の改正に携わる。
1999年8月に自治省財政局財政課長、2001年1月に内閣府大臣官房審議官（経済社会システム担当）、2003年1月に総務省大臣官房審議官（財政制度担当）、2005年1月に総務省大臣官房審議官（財政制度、財務担当）、2006年7月21日に自治財政局長、2007年に自治行政局長、2008年7月に消防庁長官、2009年7月に総務審議官（自治行政担当）、2010年1月に総務事務次官、2012年9月に退官。2013年1月15日 株式会社野村資本市場研究所顧問、2013年2月1日 テラル株式会社顧問。2014年4月1日 一般財団法人自治体国際化協会理事長。
2023年11月3日、秋の叙勲で瑞宝重光章を受章。

## 自治省同期
| 氏名     | 出身大学 | 配属先 | 職歴 |
| -------- | -------- | ------ | --- |
| 岡本保   | 東大法卒 |        | 一般財団法人自治体国際化協会理事長 総務事務次官、総務審議官（自治行政担当）、消防庁長官、自治行政局長   |
| 片山善博 | 東大法卒 |        | 早稲田大学教授 総務大臣、鳥取県知事 内閣府地方制度調査会副会長、慶應義塾大学教授 自治省税務局府県税課長 |
| 木村良樹 | 京大法卒 |        | 和歌山県知事、大阪府副知事、和歌山県談合事件被告人（辞任・有罪）                                        |